# Barrancabermeja

Barrancabermeja é uma cidade colombiana localizada no departamento de Santander. É sede da maior refinaria de petróleo do país e é a capital da província de Mares.
Está localizada a 120 km ao ocidente de Bucaramanga, as margens do Rio Magdalena, na região do Magdalena Médio, da qual é a cidade mais importante e segunda em todo o departamento. Foi fundada no ano 1536.

## Eventos
- Em 2013, a cidade foi sede do II Campeonato Mundial Feminino de Futebol de Salão AMF.[1]